# Fantavision
Fantavision — анімаційна програма Скота Андерсона, розроблена компанією Brøderbund для серії Apple II в 1985 році. Вона була імпортована на інші платформи, такі як Commodore Amiga (1988), Apple IIGS (1987), і DOS (1988).
Як тоді писали,  Fantavision була «революційним програмним продуктом», який вперше дав домашнім комп'ютерам особливі можливості, відомі серед комп'ютерних аніматорів як створення «проміжних кадрів» і «трансформація». Це дозволило користувачеві створювати короткі анімації векторної графіки  кадр за кадром за допомогою миші, клавіатури або іншого пристрою. Програмне забезпечення  використовувало примітивну технологію морфінга для створення кадрів, проміжних  між створеними користувачем ключовими кадрами. Це дозволяло  створювати складні анімації без необхідності, щоб кожен кадр був створений користувачем. І це можна було відразу побачити, що надавало можливості для творчого пошуку і швидких змін.
Інтерфейс був схожий на GUI комп'ютерів Macintosh — з розкривним меню і чорним текстом на білому тлі.